# Giniel de Villiers
Pour les articles homonymes, voir Villiers.
Giniel de Villiers, né le 25 mars 1972 à Robertson, en Afrique du Sud, est un pilote automobile sud-africain.
Il compte notamment à son palmarès 4 titres consécutifs de champion d'Afrique du Sud de voitures de tourisme de 1997 à 2000. Il passe au rallye-raid l'année suivante. Tout d'abord pilote officiel Nissan, il devient pilote officiel Volkswagen en 2005. Il se distingue notamment par ses victoires au Rallye du Maroc en 2007 et au Rallye Dakar 2009 avec son copilote Dirk Von Zitzewitz.

## Palmarès
Rallye Dakar : 21 participations (sans abandon)
| Année | Catégorie | Marque     | Position       | Victoires d'étapes |
| ----- | --------- | ---------- | -------------- | ------------------ |
| 2003  | Auto      | Nissan     | 5e             | -                  |
| 2004  | Auto      | Nissan     | 7e             | 1                  |
| 2005  | Auto      | Nissan     | 4e             | 2                  |
| 2006  | Auto      | Volkswagen | 2e             | 1                  |
| 2007  | Auto      | Volkswagen | 11e            | 4                  |
| 2009  | Auto      | Volkswagen | 1er            | 3                  |
| 2010  | Auto      | Volkswagen | 7e             | -                  |
| 2011  | Auto      | Volkswagen | 2e             | 1                  |
| 2012  | Auto      | Toyota     | 3e             | -                  |
| 2013  | Auto      | Toyota     | 2e             | -                  |
| 2014  | Auto      | Toyota     | 4e             | 1                  |
| 2015  | Auto      | Toyota     | 2e             | -                  |
| 2016  | Auto      | Toyota     | 3e             | -                  |
| 2017  | Auto      | Toyota     | 5e             | -                  |
| 2018  | Auto      | Toyota     | 3e             | 1                  |
| 2019  | Auto      | Toyota     | 9e             | -                  |
| 2020  | Auto      | Toyota     | 5e             | 1                  |
| 2021  | Auto      | Toyota     | 8e             | 1                  |
| 2022  | Auto      | Toyota     | 5e             | 1                  |
| 2023  | Auto      | Toyota     | 4e             | -                  |
| 2024  | Auto      | Toyota     | 7e             | -                  |
| 2025  | Auto      | Toyota     | Abd. (Étape 7) | -                  |

Rallye du Maroc :
- 2003 : Vainqueur (Nissan)
- 2006 : Vainqueur (Volkswagen)
- 2007 : Vainqueur (Volkswagen)
- 2019 : Vainqueur (Toyota)

Rallye dos Sertões :
- 2008 : Vainqueur (Volkswagen)